# Lemaireodirphia centralis
Lemaireodirphia centralis is een vlinder uit de familie nachtpauwogen (Saturniidae). De wetenschappelijke naam is voor het eerst gepubliceerd in 2012 door Ronald Brechlin & Frank Meister.

## Type
- holotype: "male, 6-10.VI.2009. leg. local collectors, Barcode: BC-RBP 5921"
- instituut: Museum Witt München later naar Zoologische Staatssammlung München, München, Duitsland
- typelocatie: "Mexico, Oaxaca, San Gabriel, 700 m, ca. 17.48°N, 97.47°W"